# La Chapelle-Glain
La Chapelle-Glain ist eine französische Gemeinde mit 811 Einwohnern (Stand: 1. Januar 2022) im Département Loire-Atlantique in der Region Pays de la Loire; sie gehört zum Arrondissement Châteaubriant-Ancenis und zum Kanton Châteaubriant.

## Geografie
La Chapelle-Glain liegt 31 Kilometer nördlich von Ancenis, 55 Kilometer westlich von Angers, 66 Kilometer nordöstlich von Nantes und 85 Kilometer südlich von Rennes am Fluss Petit Don. Nachbargemeinden sind: Juigné-des-Moutiers, Saint-Julien-de-Vouvantes, Petit-Auverné, Vallons-de-l’Erdre und Le Pin im Département Loire-Atlantique sowie Challain-la-Potherie und Ombrée d’Anjou im Département Maine-et-Loire.

Lage der Gemeinde La Chapelle-Glain im Département Loire-Atlantique

## Bevölkerungsentwicklung
- 1962: 1211
- 1968: 1097
- 1975: 0898
- 1982: 0838
- 1990: 0808
- 1999: 0761
- 2017: 0812

## Sehenswürdigkeiten

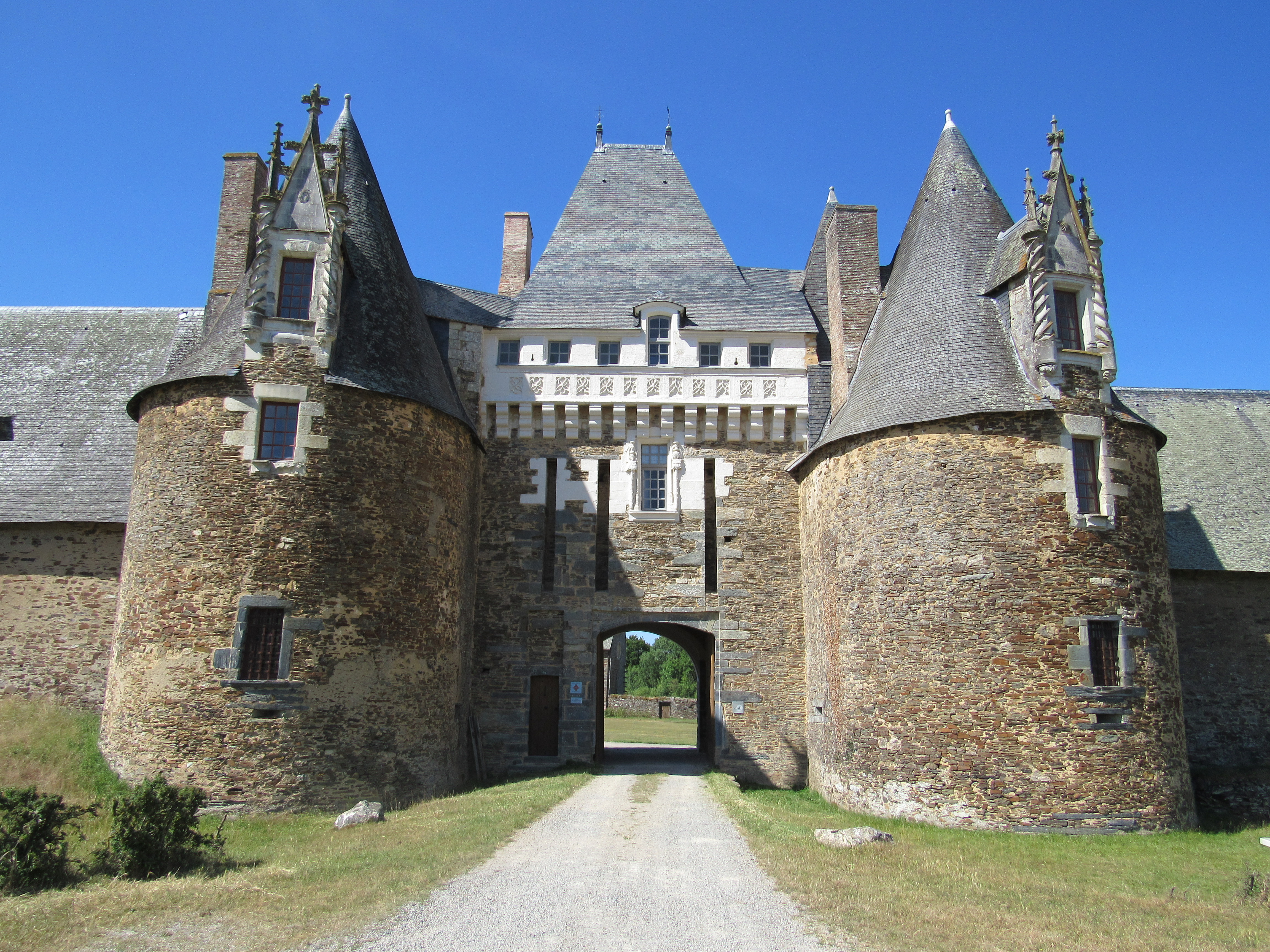
Château de la Motte-Glain
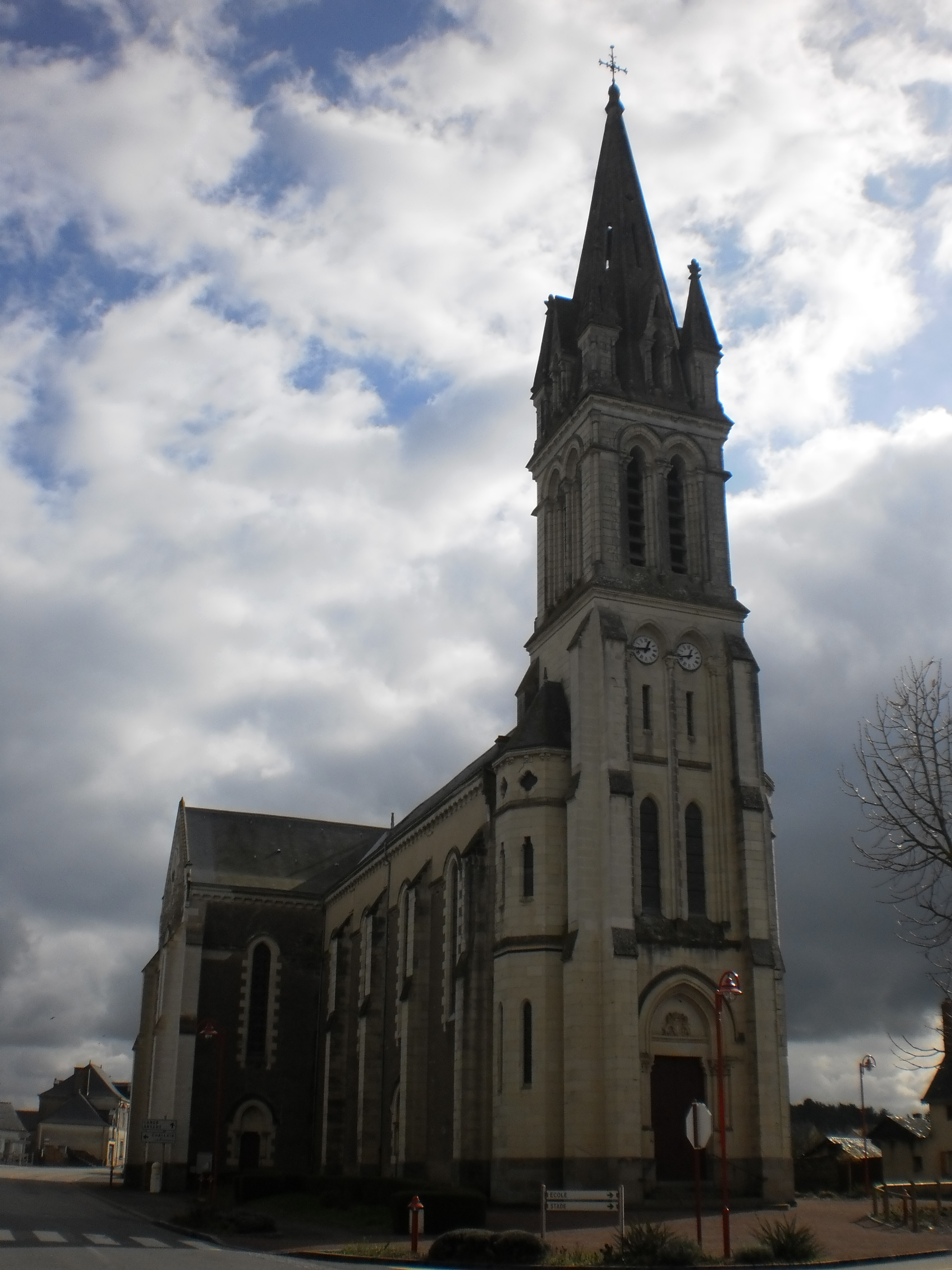
Kirche St. Peter und Paul

- Château de la Motte-Glain
- Kirche St. Peter und Paul

## Persönlichkeiten
- Didier Barbelivien (* 1954), französischer Komponist, Liedtexter und Sänger